# Stroma (eierstok)
Het stroma van (de schors van) de eierstok is een uniek type bindweefsel dat overvloedig voorzien is van bloedvaten en voor het grootste deel bestaat uit spoelvormige bindweefselcellen. Deze lijken op fibroblasten. Het stroma bevat ook gewoon bindweefsel zoals reticulaire vezels en collageen. Het ovariumstroma verschilt van typisch bindweefsel doordat het een groot aantal cellen bevat. De stromacellen zijn zo verdeeld dat het weefsel kronkelig lijkt. Stromacellen geassocieerd met rijpende follikels kunnen een endocriene functie krijgen en oestrogenen afscheiden. Het gehele stroma van de eierstokken heeft veel bloedvaten.
Op het oppervlak van het orgaan is dit weefsel sterk gecondenseerd en vormt het een laag (tunica albuginea) die bestaat uit korte bindweefselvezels, met daartussen spoelvormige cellen.
Het stroma van de eierstok kan interstitiële cellen bevatten die lijken op die van de testis.

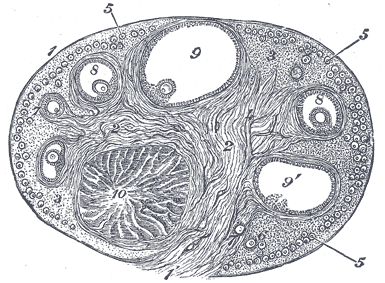
Sectie van het ovarium. 1. Tunica albuginea. 1’. Aanhechting mesovarium. 2. Centraal stroma. 3. Perifeer stroma. 4. Bloedvaten. 5. Vesiculaire follikels in het vroegste stadium. 6, 7, 8. Verder ontwikkelde follikels. 9. Bijna volgroeide follikel. 9’. Follikel na eisprong. 10. Corpus luteum.
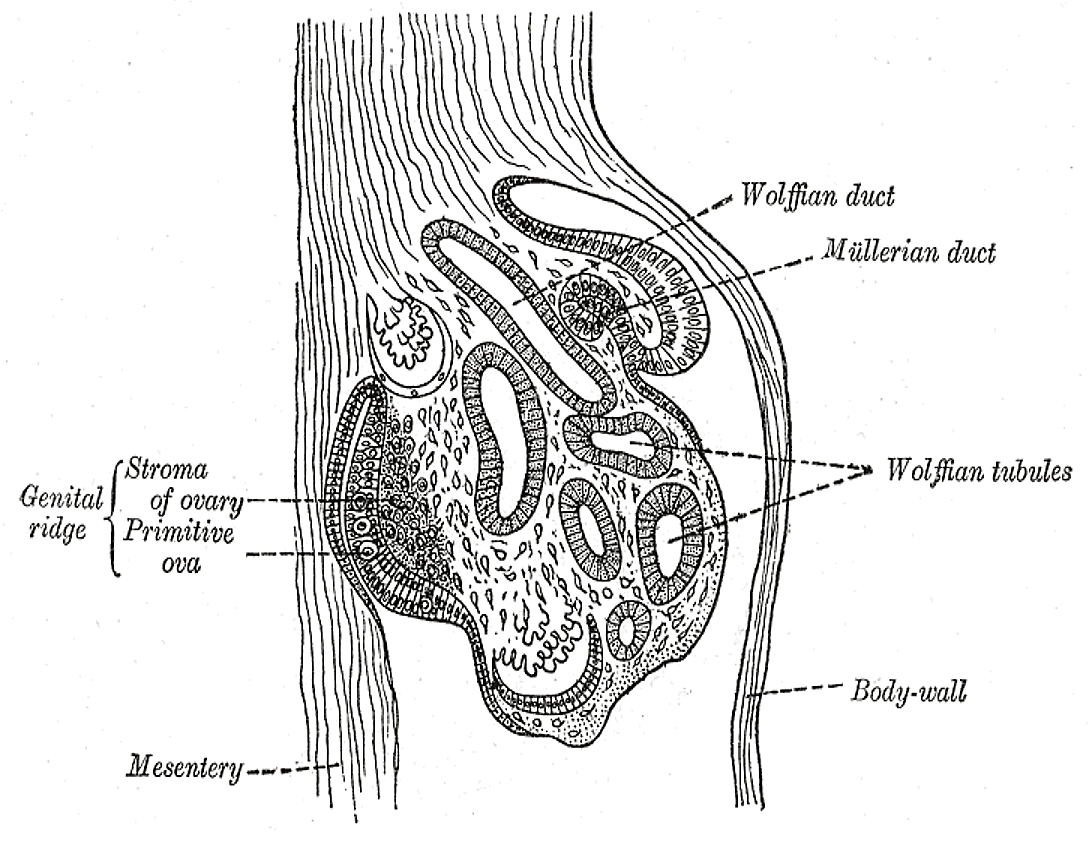
Doorsnede van de oernier van een kuiken embryo van vier dagen oud. (Stroma van de eierstok gelabeld midden links.)
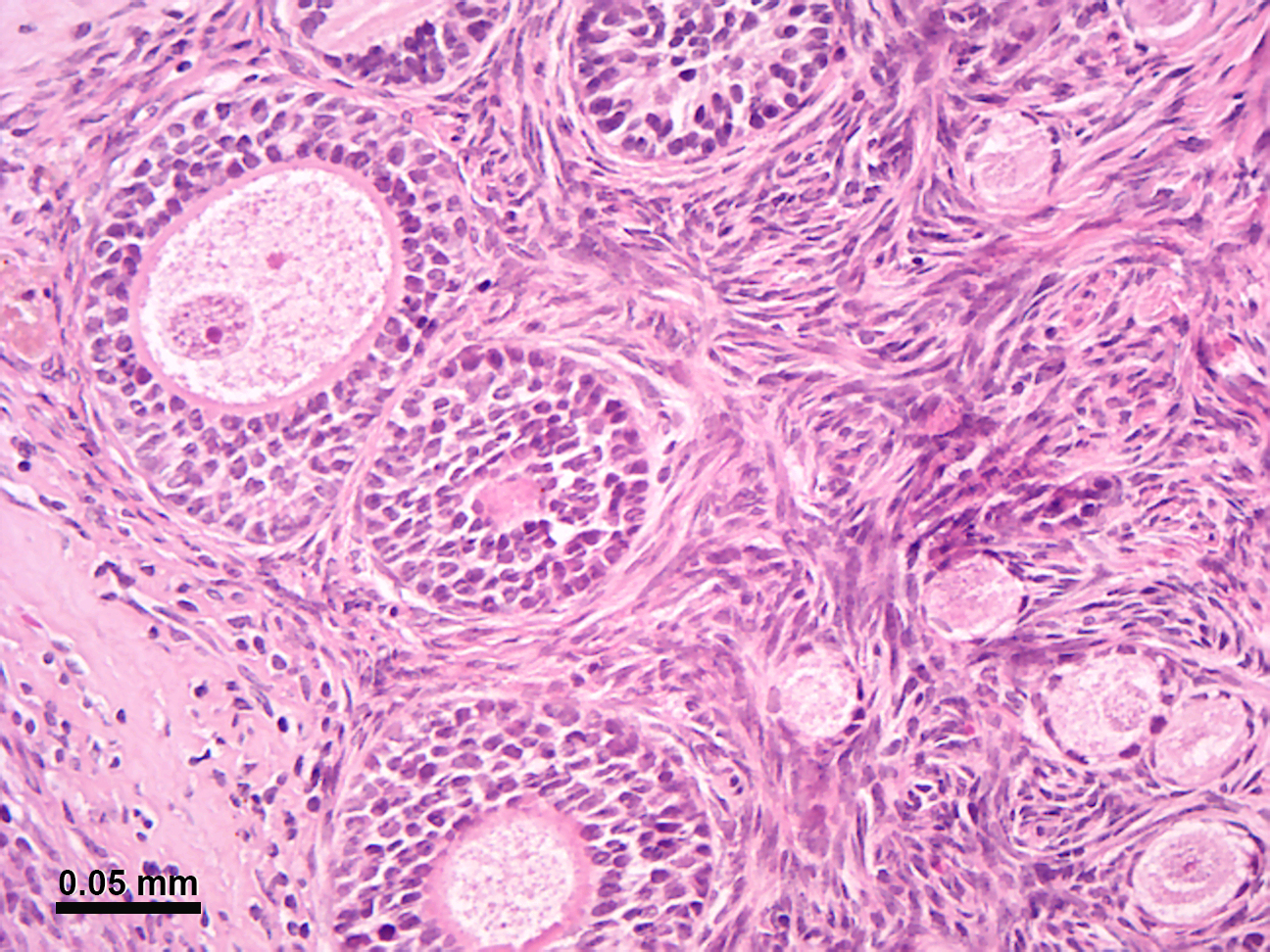
De schors van de eierstok van een resusaap met verschillende ronde follikels ingebed in een matrix van stromacellen. Een secundaire follikel, doorgesneden door de kern van een eicel, bevindt zich linksboven en follikels in een eerder stadium bevinden zich rechtsonder. Het weefsel werd gekleurd met de kleurstoffen hematoxyline en eosine.